# جيفري سبنسر
جيفري سبنسر (بالإنجليزية: Jeffrey Spencer)‏ هو دراج أمريكي، ولد في 14 أبريل 1951 في لوس أنجلوس في الولايات المتحدة.

## وصلات خارجية
- جيفري سبنسر على موقع أرشيف الدراجات (الإنجليزية)
- جيفري سبنسر على موقع أوليمبيديا (الإنجليزية)